# Luděk Niedermayer
Luděk Niedermayer (ur. 13 marca 1966 w Brnie) – czeski ekonomista i polityk, były wiceprezes Narodowego Banku Czeskiego, poseł do Parlamentu Europejskiego VIII, IX i X kadencji.

## Życiorys
W 1989 ukończył studia z zakresu badań operacyjnych i teorii systemów na Uniwersytecie Jana Ewangelisty Purkyniego w Brnie, po czym podjął pracę na tej uczelni. W 1991 został zatrudniony w Państwowym Banku Czechosłowacji, od 1993 był urzędnikiem Narodowego Banku Czeskiego. W 1996 objął stanowisko dyrektora ds. zarządzania ryzykiem. W tym samym roku został członkiem zarządu banku centralnego, następnie w latach 2000–2008 pełnił funkcję jego wiceprezesa. W 2008 przeszedł do sektora prywatnego, stając na czele czeskiego oddziału przedsiębiorstwa konsultingowego Deloitte.
W 2014 przyjął propozycję partii TOP 09 otwarcia listy wyborczej w wyborach europejskich, uzyskując w głosowaniu mandat deputowanego do Europarlamentu VIII kadencji. W 2019 i 2024 z powodzeniem ubiegał się o reelekcję w kolejnych wyborach europejskich.